# Lauren Mansfield
Lauren Mansfield (ur. 18 grudnia 1989 w Elizabeth Vale) – australijska koszykarka grająca na pozycji rozgrywającej, posiadająca także brytyjskie obywatelstwo, obecnie zawodniczka RedCity Roar.
4 września 2017 została zawodniczką Energi Toruń. 13 marca 2018 dołączyła do australijskiego Perth Lynx.
14 lutego 2020 dołączyła do CCC Polkowice.

## Osiągnięcia
Stan na 17 sierpnia 2020, na podstawie, o ile nie zaznaczono inaczej.
NCAA
- Uczestniczka turnieju NCAA (2011, 2012)
- Zaliczona do:
  - Big 12 Commissioner's Honor Roll (F10, S11, F11)
  - II składu Academic All-Big 12 (2012)

Indywidualne
- MVP:
  - kolejki WNBL (14 – 2015/16)
  - klubu Tornadoes (2014)
- Laureatka nagród:
  - Tornadoes Debbie Black Award (2013, 2014, 2015)
  - WNBA Adelaide Link Lightning Coaches Award (2012/13)

Reprezentacja
- Wicemistrzyni Azji (2017)
- Brązowa medalistka uniwersjady (2009, 2013)